# Сасини (гміна Ботьки)
Сасини (Сасіни, пол. Sasiny) — село в Польщі, у гміні Ботьки Більського повіту Підляського воєводства. Населення — 56 осіб (2011).

## Історія
Вперше згадується 1613 року, коли Сасини належали родині Сасинів-Калічицьких
У 1975—1998 роках село належало до Білостоцького воєводства.

## Демографія
Демографічна структура станом на 31 березня 2011 року:
|          | Загалом | Допрацездатний вік | Працездатний вік | Постпрацездатний вік |
| -------- | ------- | ------------------ | ---------------- | -------------------- |
| Чоловіки | 28      | 2                  | 15               | 11                   |
| Жінки    | 28      | 0                  | 3                | 25                   |
| Разом    | 56      | 2                  | 18               | 36                   |

## Релігія
У селі міститься дерев'яна парафіяльна церква Преображення Господнього.